# Крушинка
Крушинка (укр. Крушинка) село је у Украјини, Василкивски рејон, Кијевска област. Налази се на 269 метара надморске висине.
У овом месту живи 347 становника. 

## Историја
Село је основано 1600.